# Georgij Malenkov
Georgij Maksimiljanovitj Malenkov (ryska: Георгий Максимилианович Маленков), född 8 januari 1902 i Orenburg i guvernementet Orenburg, död 14 januari 1988 i Moskva i Ryska SFSR, var en sovjetisk politiker. 
Malenkov blev vald till ordförande i Sovjetunionens ministerråd (regeringschef) några dagar efter Josef Stalins död den 5 mars 1953. Som ledare för den "stalinistiska" gruppen inom partiledningen kom han att marginaliseras då Nikita Chrusjtjov tillträdde som generalsekreterare i Sovjetunionens kommunistiska parti i september samma år. År 1957 ledde Malenkov ett försök att avsätta Chrusjtjov som generalsekreterare, vilket ledde till att han förlorade sina politiska uppdrag och klassades som "partifiende".

## Biografi
Malenkov var av makedonsk härkomst på fädernet. Hans far var en förmögen lantbrukare i guvernementet Orenburg; några av faderns släktingar hade tjänstgjort som officerare i tsarens armé. Hans mor var dotter till en smed och barnbarn till en ortodox präst. Malenkov tog studenten under revolutionen och skrevs in i Röda armén 1919. Han anslöt sig till bolsjevikerna 1920, och arbetade som politisk kommissarie på ett propagandatåg i Turkestan under det ryska inbördeskriget.
Malenkov avancerade snart inom partiapparaten, och som ansvarig för medlemsregister spelade han en roll i den stora utrensningen under 1930-talet. Under andra världskriget utsågs han till medlem av statliga försvarskommittén och ledare för Sovjetunionens missilprogram. 
Vid Stalins död 1953 framträdde Malenkov som en av de mäktigaste ledarna inom kommunistpartiet, då han valdes till ordförande i ministerrådet (motsvarande regeringschef). Som ledare för partiets Stalintrogna falang ansågs han allmänt vara den mest troliga kandidaten att efterträda Stalin på posten som generalsekreterare i kommunistpartiet; denna post tillföll emellertid Malenkovs rival Nikita Chrusjtjov i september samma år. År 1955 ersattes Malenkov som ministerrådsordförande av Chrusjtjovs allierade Nikolaj Bulganin, och blev istället vice ministerrådsordförande. I april 1956 besökte han Storbritannien tillsammans med Chrusjtjov, där han visade en folklig framtoning, besökte ärkebiskopen av Canterbury, gick på Londons gator och skrev autografer.
Tillsammans med Vjatjeslav Molotov och Lazar Kaganovitj försökte Malenkov 1957 ledde avsätta Chrusjtjov från generalsekreterarposten. Detta misslyckades, och trojkan Malenkov–Molotov–Kaganovitj förlorade sina uppdrag inom centralkommitténs politbyrå. År 1961 uteslöts Malenkov även ur partiet, och omplacerades till en tjänst som chef för ett kärnkraftverk i Kazakiska SSR.